# Stotzheim
Stotzheim település Franciaországban, Bas-Rhin megyében. Lakosainak száma 1105 fő (2022. január 1.). Stotzheim Epfig, Huttenheim, Kertzfeld, Saint-Pierre, Sermersheim és Zellwiller községekkel határos.

## Népesség
A település népessége az elmúlt években az alábbi módon változott:
| Lakosok száma | 1008 | 999  | 1048 | 1064 | 1096 | 1089 | 1081 | 1090 | 1105 |
|               | 2013 | 2015 | 2016 | 2017 | 2018 | 2019 | 2020 | 2021 | 2022 |